# Manhã Transfigurada (filme)
Manhã Transfigurada é um filme baseado no romance homônimo de Luís Antonio de Assis Brasil e dirigido por Sérgio de Assis Brasil. No final do século XIX, época dominada por oligarquias e pela Igreja, a jovem Camila (Manuela do Monte) é forçada a casar-se com um rico fazendeiro para resgatar a posição social de sua família. Porém, na noite de núpcias, seu marido descobre que ela não é virgem. 
Furioso, ele a mantém prisioneira em sua casa, vigiada pela sua dama de companhia e com permissão de receber visitas apenas do padre e do sacristão locais, enquanto aguarda a anulação do casamento. A partir daí, ela se envolve em um triângulo amoroso que questiona a relação entre fé e razão. O filme foi rodado em 2002, e lançado em 2008.